# Province de Reggio d'Émilie
La province de Reggio d'Émilie est une province italienne de l'Émilie-Romagne qui a pour capitale Reggio d'Émilie.
Elle fait confins à l'ouest avec la province de Parme (la limite étant la rivière Enza), à l'est avec la province de Modène, au nord avec la Lombardie (province de Mantoue) et au sud avec la Toscane (province de Massa-Carrara et province de Lucques).

## Géographie

### Infrastructures de communication
La province est traversée par la route nationale SS9 via Emilia, œuvre romaine, à laquelle en 1859 s'adjoint la voie ferrée Milano-Bologna et un siècle plus tard, l'autoroute italienne A1 (autostrada del sole). Depuis 1968, la province de Reggio est parcourue par l'autoroute du Brenner A22. En dehors de la ligne Milan-Bologne et de la récente LGV Milan - Bologne, sont présentes quatre autres lignes locales de la FER – les voies ferrées : Ferrare à Codigoro, Suzzara à Ferrare, Bologne à Portomaggiore, Parme à Suzzara et un tronçon de la ligne Modène-Vérone entre Rolo et Villanova de Reggiolo.
Longitudinalement, en direction nord-sud, la province est coupée en deux par la route nationale SS63 Valico del Cerreto qui reliait Gualtieri à Aulla en passant par Reggio et l'Apennin tosco-émilien, aujourd’hui déclassée en route provinciale sur une partie.
Depuis 2001, les autres routes nationales de la province sont : le tronçon nord de la via Emilia, de la SS63, de la SS62, la SS358, SS467, SS468, la SS486 et la SS513.

### Localités
La province de Reggio Emilia est formée de 45 communes et au point de vue social, culturel et économique, le territoire se compose de districts : Reggio Emilia città, le Val d'Enza, la Bassa Reggiana, le Correggese, la Zona ceramiche et la Montagna.
Les 5 communes chef-lieu sont : Guastalla pour la Bassa Reggiana ; Correggio, pour la zone Correggese ; Castelnovo ne' Monti pour l'Apennin Reggiano ; Montecchio Emilia pour le Val d'Enza ; Scandiano pour la Zona ceramiche.

## Ambiance climatique
La province est comprise entre le fleuve Pô au nord et la crête de l'Apennin tosco-émilien au sud.
La ligne de faîte de l'Apennin Reggiano est insérée dans le parc national de l'Apennin tosco-émilien (qui comprend également les provinces voisines de Parme, Lucques et Massa Carrara).
Du point de vue hydrologique, la province de Reggio se situe dans le régime intermédiaire entre le régime alpin typique de la face préalpine lombardo-vénète et le régime apennin typique des zones internes de la péninsule italienne. Les maxima annuels de pluviométrie sont principalement au nombre de deux : le plus significatif est automnal (mois d'octobre et novembre) et le secondaire s'enregistre en période printanière tardive (avril et mai). La pluviométrie moyenne annuelle tourne autour de 800 à 900 mm, en étant nettement plus élevée sur la zone des Apennins.
Le climat dans la portion méridionale des Apennins est rude et neigeux en hiver, tempéré et pluvieux en été. Dans la zone de plaine, le climat est sub-continental avec des hivers moins rudes et neigeux et des étés chauds et secs.

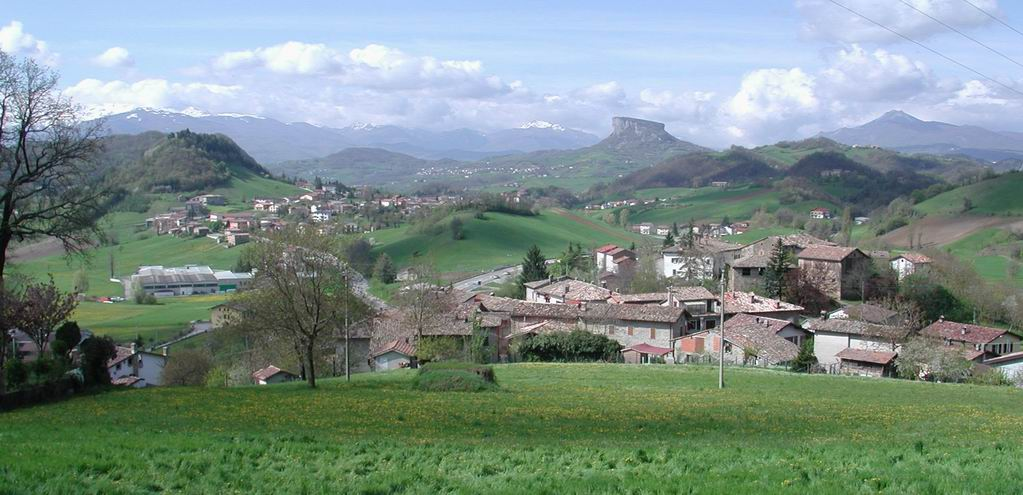
La Pietra di Bismantova, Apennin reggiano.

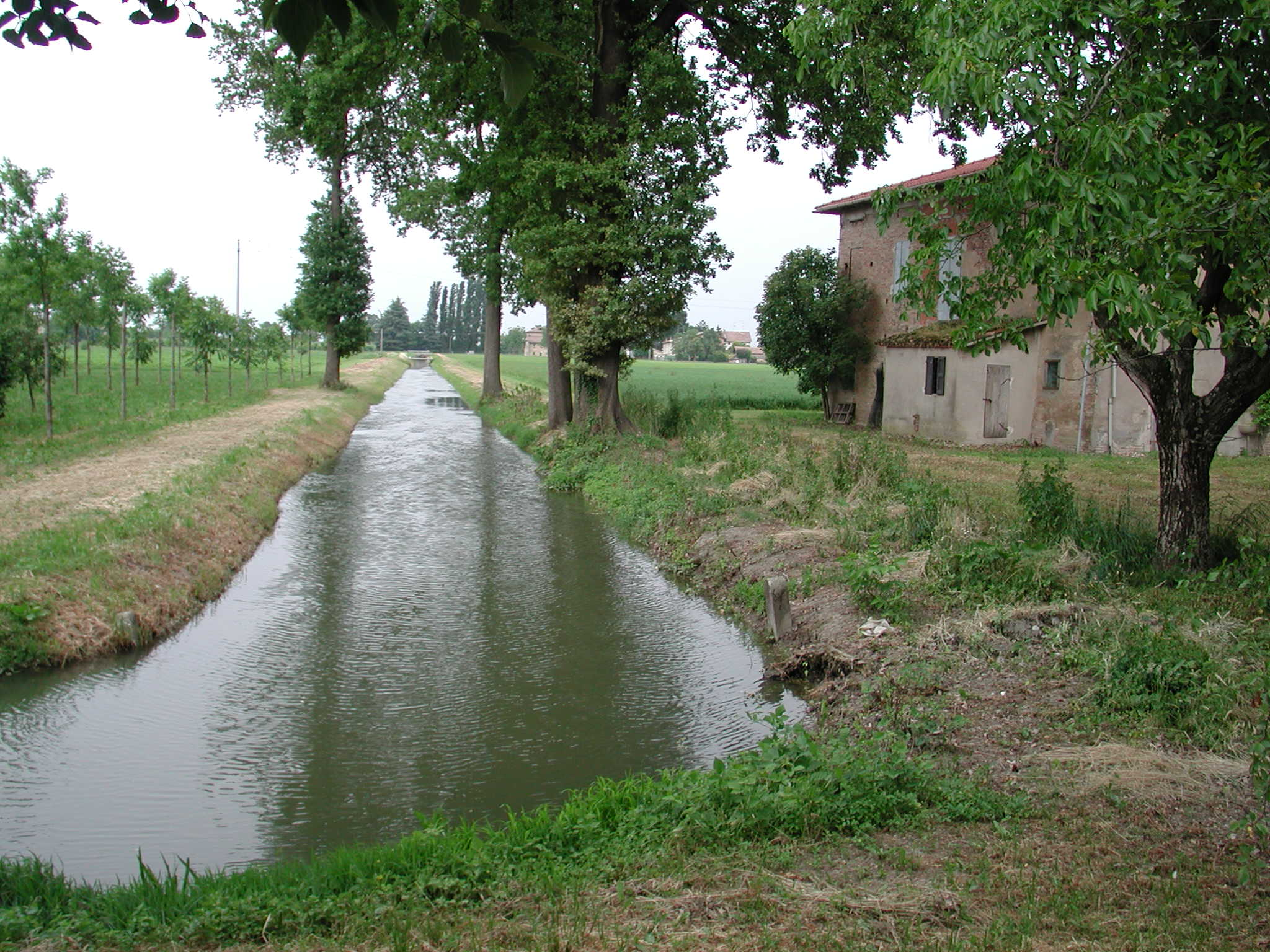
Un des canaux d'irrigation de la plaine.

### Orographie
La province a une orographie très linéaire, avec une zone de plaine qui s’étend du confins nord jusqu’à une ligne presque linéaire ouest-est à 6 ou 7 km au sud du chef-lieu où commence les collines, lesquelles vont croissantes jusqu’à former une montagne.
La plaine, liée au cours du Pô, va en décroissante altitude d’ouest en est. Le nord-est de la province part de d'une altitude de 19 mètres pour atteindre 2 121 mètres au mont Cusna. Les autres cimes du relief sont : le mont Prado (2 054 m), l'Alpe di Succiso (2 017 m), le Casarola (1 979 m) et le mont Alto (1 904 m).
La pietra di Bismantova qui s’élève dans la commune de Castelnovo ne' Monti, se détache de par son originalité, cime plate et ses parois verticales la rendent unique dans le panorama de l'Apennin reggiano.
Les cols franchissables aux confins avec la Toscane, sont d’ouest en est : le col du Lagastrello (1 200 m), le col de Cerreto (route SS63, 1 261 m), le col de la Pradarena (1 579 m) et le col des Forbici (1 574 m), ce dernier étant seulement accessible en automobile depuis le versant toscan en été.

### Eaux
Les principaux fleuves provinciaux sont au nombre de trois : le Pô au nord sur environ 20 km, l'Enza à l’ouest, qui de sa source à son embouchure dans le Pô, marque la limite d’avec la province de Parme sur environ 85 km et la Secchia qui marque la limite Est avec la province de Modène de Cerredolo à Rubiera où, de là, le fleuve entre dans la province de Modène jusqu’à son embouchure dans le Pô, après une course de 170 km.
Les torrents sont nombreux, spécialement en montagne : le torrent Crostolo, long de 55 km naît au-dessus de Casina et se jette dans le Pô après avoir traversé le chef-lieu. D’autres petits torrents comme le Dolo, le Secchiello, l'Ozola et le Tresinaro, tributaires du Secchia. Le Lonza et Tassobio, tributaires de l'Enza, puis le Rodano, la Modolena et le Quaresimo qui baignent les abords du chef-lieu.
Quelques lacs naturels : le lac de Gruma de la commune de Campegine en plaine, et en montagne, les trois lacs du Cerreto et le lac Calamone (dit aussi lac du Ventasso).
Des bassins artificiels d’une certaine importance : à la Logonchio (centrale hydroélectrique), au col de Lagastrello et à Gazzano de Villa Minozzo. La plaine est drainée par des canaux de drainage qui s’écoulent dans le Pô, le Crostolo ou l'Enza.
Du haut Moyen Âge au XVIIIe siècle, à la périphérie nord du chef-lieu, le canal Naviglio permettait d’embarquer et de rejoindre, de manière rapide et sûre, à travers la valle Padusa, les villes de Ferrare et Venise.
Les sources thermales sont : Cervarezza Terme de la commune de Busana, celle de Quara de Toano, connue à l’époque romaine et partiellement obstruée à cause des petits séismes. Les grandes sources de Poiano de Villa Minozzo sont en attente d’exploitation.

## Économie
Dans la partie centre-septentrionale de la province, sur toute la zone de plaine et sur celle de l’agglomération de Reggio Emilia, la présence historique de l’agriculture intensive et de l’élevage bovin et porcin sont toujours très développés.
La province compte aussi un tissu industriel très développé, principalement axé sur l’industrie mécanique (Lombardini Group, Interpump, Walvoil, Interacciai, Brevini), alimentaire et textile.
Dans la basse province  à Novellara, Luzzara, Fabbrico et Guastalla, la principale activité tourne autour des véhicules agricoles (Landini et Officine Meccaniche (OM).
À Reggio d'Émilie on trouve des industries de matières plastiques, caoutchouc et dérivés du secteur chimique en général. Le secteur textile, de l’habillement de Correggio et Carpi (en province de Modène) et de la grande mode à proximité du chef-lieu (Mariella Burani, Max Mara) sont des agences de niveau international. L’industrie alimentaire et le secteur tertiaire sont très présents dans les principales grandes villes.
La zone au pied des collines, dans les communes de Castellarano, Scandiano et Sassuolo, la production de céramique et de plaques est connue et exportée dans le monde entier.
Tout le territoire de la province, y compris la zone montagneuse, la production du Parmigiano Reggiano et autres produits laitiers. La production agricole et l’élevage porcin précèdent la fabrication de produits dérivés traditionnels.

## Histoire

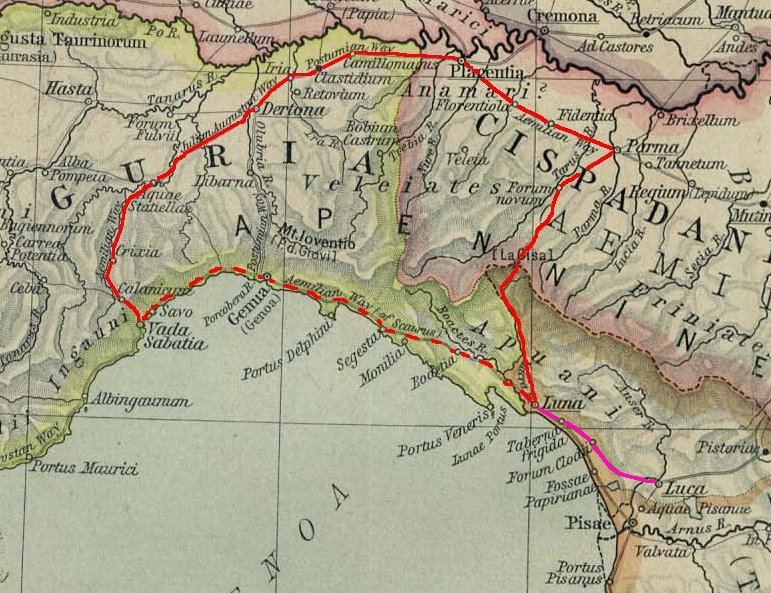
Italie nord-occidentale vers l’année 100 av.J.-C.

Le territoire provincial est habité depuis la Préhistoire, la période pré-romaine vit arriver des populations venues principalement de la Ligurie qui développèrent les premiers centres habités, dont Luceria, important nœud commercial au croisement de trois voies de communication ; secteur conquis plus tard par les Romains qui créèrent l’épine dorsale de la région, particulièrement par la via Emilia réalisée sous Marcus Aemilius Lepidus, puis par des voies qui relient Reggio à Brescello et le Pô. Travaux anéantis quelques siècles plus tard par les invasions barbares.
L'Apennin reggiano connut son moment de grandeur au XIe siècle, avec le pays de Canossa au centre de la politique européenne, avec Henri IV du Saint-Empire et Mathilde de Canossa protagonistes de la lutte entre la papauté et le Saint-Empire romain germanique.
À la mort de Mathilde, ses possessions sont conquises par les communes de Reggio, Mantoue, Modène, Parme et Crémone, qui se partagèrent le territoire.
Au XIIIe siècle, une bonne partie du territoire provincial, Reggio compris, était sous la juridiction du duché de Ferrare.
Au XIXe siècle, après la parenthèse napoléonienne, avec la formation du département de Crostolo, après la restauration (politique) pour l’union dynastique, le duché avait ainsi un débouché sur la mer grâce aux provinces tenues par la maison d'Este (Reggio, Modène, Frignano, Garfagnana, Lunigiana et Massa carrara).
En 1848, les domaines d’Este furent unis aux derniers territoires du duché de Parme et Plaisance situés sur la rive droite de l'Enza avec les zones de Guastalla, Poviglio, Gombio et le haut val d'Enza.
Après l’annexion au royaume d’Italie, l’histoire de la province suit les vicissitudes du reste de la péninsule italienne.
À sa création en 1860, la province comptait 46 communes (45 aujourd’hui), en 1870 la commune de Gazzano fut ajoutée à celle de Villa Minozzo. La commune de Pieve San Vincenzo change son nom en Ramiseto.

## Communes
Les 45 communes et leurs habitants en 2011 :
- Albinea 8 825 hab.
- Bagnolo in Piano 9 536 hab.
- Baiso 3 440 hab.
- Bibbiano 10 190 hab.
- Boretto 5 335 hab.
- Brescello 5 604 hab.
- Busana 1 319 hab.
- Cadelbosco di Sopra 10 542 hab.
- Campagnola Emilia 5 596 hab.
- Campegine 5 206 hab.
- Canossa 3 843 hab.
- Carpineti 4 223 hab.
- Casalgrande 18 964 hab.
- Casina 4 538 hab.
- Castellarano 15 197 hab.
- Castelnovo di Sotto 8 673 hab.
- Castelnovo ne' Monti 10 761 hab.
- Cavriago 9 768 hab.
- Collagna 984 hab.
- Correggio 25 529 hab.
- Fabbrico 6 750 hab.
- Gattatico 5 935 hab.
- Gualtieri 6 696 hab.
- Guastalla 15 254 hab.
- Ligonchio 875 hab.
- Luzzara 9 134 hab.
- Montecchio Emilia 10 549 hab.
- Novellara 13 858 hab.
- Poviglio 7 278 hab.
- Quattro Castella 13 197 hab.
- Ramiseto 1 307 hab.
- Reggio d'Émilie 171 837 hab.
- Reggiolo 9 362 hab.
- Rio Saliceto 6 120 hab.
- Rolo 4 090 hab.
- Rubiera 14 559 hab.
- San Martino in Rio 8 085 hab.
- San Polo d'Enza 5 983 hab.
- Sant'Ilario d'Enza 11 162 hab.
- Scandiano 25 293 hab.
- Toano 4 541 hab.
- Vetto 2 001 hab.
- Vezzano sul Crostolo 4 270 hab.
- Viano 3 423 hab.
- Villa Minozzo 3 988 hab.

## Population

### Ethnies et minorités étrangères
Selon les données de l'Institut national de statistique (ISTAT), la population étrangère résidente était au 1er janvier 2011 de 69 060 personnes soit 13 % de la population totale (530 343 habitants).
Les nationalités majoritairement représentatives étaient :
| Pos. | Pays     | Population |
| ---- | -------- | ---------- |
| 1    | Maroc    | 10 143     |
| 2    | Albanie  | 7 589      |
| 3    | Inde     | 6 484      |
| 4    | Chine    | 5 274      |
| 5    | Pakistan | 4 832      |
| 6    | Roumanie | 4 747      |
| 7    | Ukraine  | 3 945      |
| 8    | Tunisie  | 2 965      |
| 9    | Moldavie | 2 883      |
| 10   | Ghana    | 2 967      |

### Crédits de traduction
- (it) Cet article est partiellement ou en totalité issu de l’article de Wikipédia en italien intitulé « Provincia di Reggio nell'Emilia » (voir la liste des auteurs).